# Andan
L'Andan est une rivière du département de l'Allier, en région Auvergne-Rhône-Alpes et un affluent de la Besbre, donc un sous-affluent de la Loire.

## Géographie

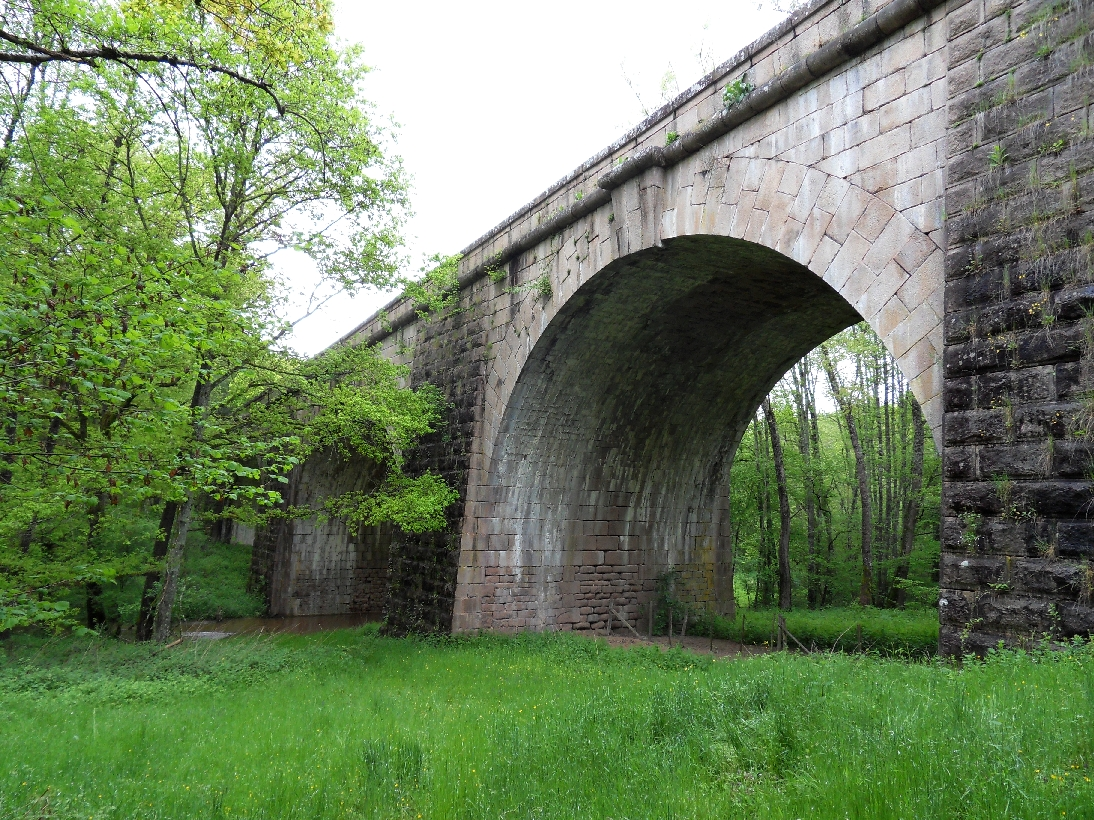
Le pont de la Vallée à Droiturier.

La longueur de son cours d'eau est de 12,8 kilomètres.
L'Andan prend sa source à la limite de deux communes de la communauté de communes du Pays de Lapalisse, que sont Droiturier et Andelaroche, serpente dans les bois de la vallée, franchissant successivement le pont romain et le pont de la Vallée sur l'ancienne voie impériale.
Ce cours d'eau de première catégorie, rencontre et longe la route bleue (nationale 7) au niveau de Saint-Prix ; c'est d'ailleurs dans cette commune qu'il rejoint la Besbre, en rive droite, juste sous le pont de la RN7.

### Communes et cantons traversés
Dans le seul département de l'Allier, l'Andan traverse trois communes et un seul canton :
- dans le sens amont vers aval : Andelaroche (source), Droiturier, Saint-Prix (confluence).

L'Andan prend source et conflue dans le même canton de Lapalisse, dans l'arrondissement de Vichy.

## Affluents
L'Andan a trois affluents référencés :
- ?, 1,1 km (rg[note 1]), sur la seule commune d'Andelaroche.
- le ruisseau de Godinière (rg), 2,8 km sur la seule commune de Droiturier.
- le ruisseau de la Vallée (rd), 2,2 km sur les deux communes de Saint-Prix et Droiturier.

### Rang de Strahler
Le rang de Strahler est donc de deux.